# Madakonai II
Pour les articles homonymes, voir Madakonai.
Madakonai II est un village du Cameroun situé dans la commune de Roua, le département du Mayo-Tsanaga et la Région de l'Extrême-Nord, dans les monts Mandara, à proximité de la frontière avec le Nigeria.

## Population
En 1966-1967, Madakonai comptait 1 351 habitants, des Mafa.
Le recensement de 2005, qui distinguait deux localités, a dénombré 2 961 habitants à Madakonai II. 

En 2011, le Plan communal de développement (PCD) de la commune de Roua porte ce chiffre à 3 200.